# ديفيد دوغاتي
ديفيد دوغاتي (9 نوفمبر 1937 في المملكة المتحدة - ) (بالإنجليزية: David Doughty)‏ هو لاعب كريكت بريطاني. لعب مع نادي مقاطعة سومرست للكريكت ‏.